# Acolastus mongolicus
Acolastus mongolicus is een keversoort uit de familie bladkevers (Chrysomelidae). De wetenschappelijke naam van de soort werd in 1971 gepubliceerd door Lopatin.